# Gaudenzio Fantoli
Gaudenzio Fantoli (Milano, 4 luglio 1867 – Milano, 15 gennaio 1940) è stato un ingegnere e politico italiano, socio dell'Accademia nazionale delle scienze.

## Biografia
Fantoli si laureò nel 1890 in Ingegneria civile presso il Regio Istituto Tecnico Superiore (poi Politecnico) di Milano e nel 1891 vinse il premio A. Cavallini per lo studio Il moto delle acques sotterranee. Abbandonata la carriera accademica, divenne ingegnere regolatore del Naviglio di Langosco, ma vi fece presto ritorno, nel 1906, come libero docente d'Idraulica fluviale.
Convinto interventista, dopo la fine della prima guerra mondiale venne nominato ordinario d'idraulica industriale presso il Regio Istituto di Milano, dove si occupò in particolare dei problemi delle dighe di ritenuta, partecipando anche alla commissione sul crollo della diga sul Gleno in val di Scalve e insistendo sulla necessità di garantire requisiti minimi di sicurezza per queste costruzioni.
Dal 1927 fino alla fine nel 1940, Fantoli ricoprì la carica di Rettore del Politecnico lasciando la cattedra, per poter seguire meglio i complessi problemi del trasferimento dalla vecchia sede di piazza Cavour alla nuova e più ampia sede di Città degli Studi. A lui è intitolato il laboratorio di idraulica dell'ateneo milanese.
Nel 1928 fu nominato senatore del Regno e aderì in modo convinto al fascismo.
La Commissione "composta dal Senatore Prof. Ing. Gaudenzio Fantoli, dall'Ing. Ignazio Inglese, Ispettore Superiore del Genio Civile, dall'Ing. Raffaele Canepa di Genova e dall'Ing. Edoardo Bologna, Ingegnere dell'Ufficio Tecnico Municipale...", alla luce dei dati e degli elementi di conoscenza certamente molto inferiori agli attuali, produsse una relazione, presentata nel 1908 al Sindaco di Genova, all'interno della quale, a pag. 64, si dichiara che “il deflusso della massima piena del Torrente Bisagno non possa eccedere i metri cubici 500 al secondo”. Come conseguenza di ciò, e con tutte le attenuanti del caso (nonostante l'Ing. Cannavale, non presente nella commissione, avesse stimato la medesima portata diversi anni prima oltre i 1200 metri cubi)

## Onorificenze

Studio della proposta Pestalozza (1896).

## Opere
- Gaudenzio Fantoli, Studio della proposta Pestalozza relativa all'abbassamento delle piene del Verbano, Milano, Tipografia e litografia degli Ingegneri, 1896.